# Polylepis tomentella
Espèce
Synonymes
- Polylepis tarapacana Phil.

Statut de conservation UICN

 VU  : Vulnérable
Polylepis tomentella est une espèce de plantes du genre Polylepis de la famille des Rosaceae parfaitement adapté aux sols volcaniques et à l'altitude.
Elle pousse dans le Parc national Sajama en Bolivie, au Chili et sur la partie ouest de la cordillère des Andes au Pérou.